# Czarodziejka: Sekrety nieśmiertelnego Nicholasa Flamela
Czarodziejka (ang. The Sorceress. The Secrets of the Immortal Nicholas Flamel) – trzecia z sześciu powieści fantasy irlandzkiego pisarza Michaela Scotta z serii Sekrety nieśmiertelnego Nicholasa Flamela, wydana w Polsce w 2010 roku. Jest to kontynuacja powieści Alchemik oraz Mag.

## Fabuła
Nicholas Flamel wraz z bliźniętami przybywają do Londynu - siedziby najniebezpieczniejszych Mrocznych Starszych oraz rodzinnego miasta Dee. Na miejscu zostają zaatakowani przez grupę Genii Cucullati jednak udaje im się uciec. Alchemik kontaktuje się z Francisem i prosi go o przysłanie posiłków. Hrabia poleca swojemu znajomemu Palomidesowi wesprzeć Flamela i bliźnięta. Mężczyzna zawozi ich do swojej kryjówki, którą wybudował i mieszka w niej razem z Williamem Szekspirem.

Perenelle Flamel i Areop-Enap będą musieli przeciwstawić się Machiavellemu, któremu Mroczni Starsi przydzielili współpracownika imieniem Billy Kid.

Tymczasem Mroczni przystępują do realizacji swoich planów odnośnie do swojego wielkiego powrotu na Ziemię.